# Laine Randjärv

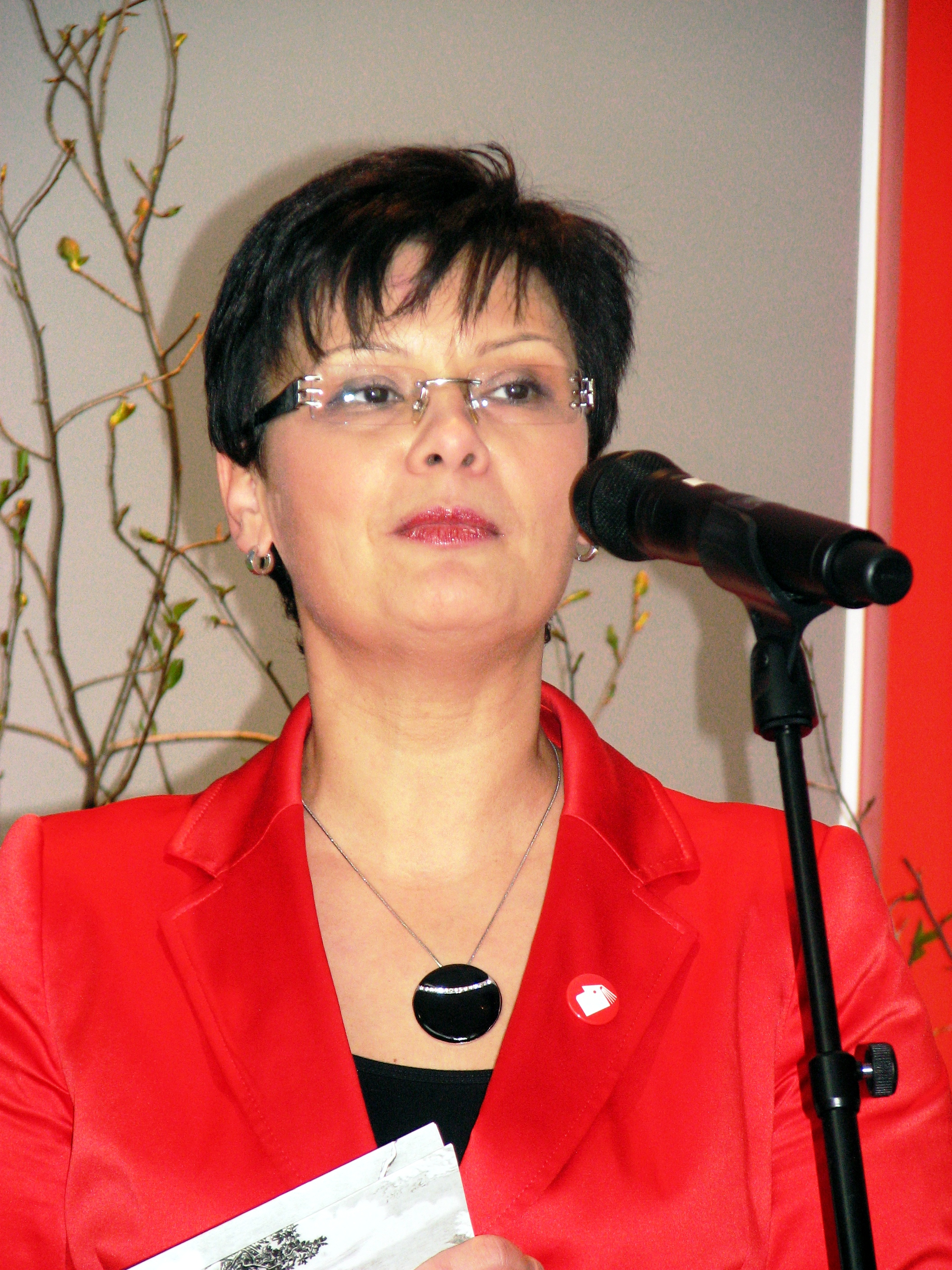
Laine Randjärv (2010)

Laine Randjärv (bis 2011 Laine Jänes; * 30. Juli 1964 in Moskau) ist eine estnische Politikerin. Sie war von April 2007 bis April 2011 Kulturministerin der Republik Estland.

## Leben und Politik
Laine Randjärv schloss 1980 die Schule in Tartu ab. Bis 1983 besuchte sie das dortige Heino-Eller-Musikgymnasium. Anschließend studierte sie bis 1989 die Fächer Musikpädagogik und Chorleitung am Staatlichen Tallinner Musikkonservatorium (heute Estnische Musik- und Theaterakademie), wo sie 1996 ihr Magisterexamen ablegte.
Von 1995 bis 1998 war Laine Randjärv Kulturreferentin der Stadtverwaltung Tartu, von 1997 bis 1998 Leiterin der Tartuer Außenstelle der Estnischen Musikakademie und von 1998 bis 2002 Leiterin des Konzerthauses Vanemuine in Tartu.
Randjärv gehört seit August 2002 der liberalen Estnischen Reformpartei (Eesti Reformierakond) an. Von 2002 bis 2004 bekleidete Laine Randjärv das Amt der stellvertretende Oberbürgermeisterin von Tartu, von September 2004 bis April 2007 war sie Oberbürgermeisterin der zweitgrößten estnischen Stadt. Sie folgte damit Andrus Ansip nach, der als Wirtschaftsminister in die estnische Regierung wechselte.
Im April 2007 berief sie der neue Ministerpräsident Andrus Ansip als Kulturministerin in sein Kabinett. Im April 2011 schied Randjärv aus dem Kabinett aus. Bei der Parlamentswahl 2011 wurde sie als Abgeordnete in den Riigikogu gewählt. Im April 2011 wurde Randjärv zur stellvertretenden Parlamentspräsidentin gewählt.

## Privatleben
Laine Jänes ist geschieden und hat zwei Töchter.